# Маманука острва
Маманука острва су згуснути вулкански архипелаг који лежи западно од главног острва Фиџи, у Тихом океану. Због своје близине граду Нади, овај архипелаг, који чини 28 малих острва, популарна је туристичка дестинација. Са бујним коралним гребенима, епским таласима за вожњу и мирном лагуном, ова мала острва са палмама представљају савршен бег за љубитеље плажа.

## Клима
На Маманука острвима, клима је тропска тако да има само два годишња доба. Топлије, где достиже 34ºC, и други мање врућ, који се креће између 24 и 28ºC. Заправо, овде никад нема негативних температура. Од јануара до априла, пада највише кише. Генерално, широм архипелага март је најкишнији, а јул најсушнији. Као резултат ове климе, архипелаг је погођен тропским циклонима у периоду од новембра до априла.

## Водени живот
Кристалне воде окружују парадисијска Маманука острва, где је живот обилан и јединствен. На овим просторима имаћете прилику да наиђете на огроман низ морског живота, од највеће бик ајкуле па све до најситнијег нудибранча. Воде богате хранљивим материјама на вансеричном коралном гребену омогућавају невероватан раст и разноликост. Неке од врста које ћете наћи су меки корали сваке боје дуге, школовање баракуда, манта зраци, гребенске ајкуле и корњаче. Такође можете очекивати пливање дуж гребенских мора јегуља, лиснате, кловновске рибе, примећених орловских зрака, огромних љубитеља мора и хиљаде ситних гребенских риба.

## Острва
Нека од острва у групи Маманука нису насељена.
| - Beachcomber - Eori - Kadavulailai (aka Bounty) - Kadomo - Malamala - Malolo | - Malololailai - Mana - Manu - Matamanoa - Modriki - Monu | - Monuriki - Namotu - Nautanivono (Yadua) - Navadra - Navini - Qalito (Castaway) | - South Sea - Tavarua - Tavua - Tivua - Tokoriki - Treasure | - Vomo - Vomolailai - Wadigi - Yanuya |

## Туризам
Острва Маманука, тик уз обалу Денарауа, представљају низ савршених малих острва окружених белим плажама и прекривених шумом кокосових палми. Ова острва нуде прелепе кобалтно плаве воде, дуге пешчане плаже са палмама, коралне гребене и огроман низ активности.Позиционирана су релативно близу града Нади, који је један од најзначајнијих, будући да се управо у њему и налази међународни аеродром, захваљујући коме су острва Фиџи одлично повезана са многим дестинацијама. Ово подручје је рај за спортове на води, па када завршите са сурфовањем, усавршите своје друге вештине на дасци. Таласи су огромни и веома изазовни, где се опробавају и најискуснији сурфери. Од осталих водених спортова заступљени су парасаилинг, џет ски, једрење на дасци, роњење... Најпознатије туристичке атракције су тропске џунгле, традиционална фиџијска села, одмаралишта Тавуру и Намоту, "Malamala Beach club", "Cloud 9"...
"Cloud 9" је популаран излет међу путницима на острва Маманука, то је епски плутајући бар и пицерија, који се налази усред гребена По По.

### Најпознатији хотели[7]
- Likuliku Lagoon Resort
- Lomani island Resort
- Six Senses Fiji
- Tropica Island Resort
- Tokoriki Island Resort